# Metania subtilis
Metania subtilis är en svampdjursart som beskrevs av Volkmer 1979. Metania subtilis ingår i släktet Metania och familjen Metaniidae.
Artens utbredningsområde är havet utanför Brasilien. Inga underarter finns listade i Catalogue of Life.